# Saturnia aigneri
Saturnia aigneri är en fjärilsart som beskrevs av Pillich. 1909. Saturnia aigneri ingår i släktet Saturnia och familjen påfågelsspinnare. Inga underarter finns listade.